# Гросса
Гросса (фр. Grossa, корс. Grossa) — коммуна во Франции, находится в регионе Корсика. Департамент коммуны — Южная Корсика. Входит в состав кантона Сартен. Округ коммуны — Сартен.
Код INSEE коммуны — 2A129.

## Население
Население коммуны на 2008 год составляло 54 человека.
| 1962 | 1968 | 1975 | 1982 | 1990 | 1999 | 2008 |
| ---- | ---- | ---- | ---- | ---- | ---- | ---- |
| 76   | 78   | 72   | 58   | 44   | 38   | 54   |

## Экономика
В 2007 году среди 29 человек в трудоспособном возрасте (15—64 лет) 21 были экономически активными, 8 — неактивными (показатель активности — 72,4 %, в 1999 году было 63,2 %). Из 21 активных работало 16 человек (7 мужчин и 9 женщин), безработных было 5 (3 мужчины и 2 женщины). Среди 8 неактивных 1 человек был учеником или студентом, 4 — пенсионерами, 3 были неактивными по другим причинам.